# Nilda Marquete Ferreira da Silva
Nilda Marquete Ferreira da Silva (1947) es una botánica brasileña, que ocupa una posición de investigadora y curadora en el "Instituto de Pesquisas" del Jardín botánico de Río de Janeiro. Ha colaborado con la edición de Flora Fanerogâmica do Estado de São Paulo, Brasil., y en Revisión de la flora brasileña amenazada de extinción. Es una especialista en la taxonomía y biología en Asclepiadaceae.

## Algunas publicaciones
- nilda marquete ferreira da Silva. 1995. Combretum Loefl. do Brasil-Sudeste (Combretaceae). Arquivos do Jardim Botânico do Rio de Janeiro 33 (2 ): 55-107
- maria da Conceição Valente, nilda Marquete, delphos j. Guimaraes. 1994. Morfologia e anatomia do fruto de Laguncularia racemosa (L.) C.F.Gaertn. (Combretaceae). Arquivos do Jardim Botânico do Rio de Janeiro 32: 39-50
- ------------------------------------------, -----------------------, osnir Marquete. 1982. Estudo da nervacão e epiderme foliar do gênero Asclepias L. Asclepiadaceae. Arquivos do Jardim Botânico do Rio de Janeiro 26: 49-60
- Jorge Fontella Pereira, Nilda Marquete Ferreira da Silva. 1974. Estudos em Asclepiadaceae, V: uma nova espécie de Blepharodon Decne. N.º 18 de Boletim. Curitiba (Brazil). Museu Botânico Municipal. 3 pp.
- nilda marquete ferreira da Silva. 1974. Violaceae da Guanabara. xvii planchas. Rodriguésia XXVII ( 39): 169-207

### Libros
- nilda marquete ferreira da Silva, lucia d'avila freire de Carvalho, josé f. Andrade Baumgratz (orgs.) 2001. O herbário do Jardim Botânico do Rio de Janeiro: um expoente na história da flora brasileira. 139 pp. Ed. ilustrada de Instituto de Pesquisas J. Botânico do Rio de Janeiro
- -------------------------------------------------. 1996. Coleção Rizzo: Combretaceae. 19. Vol. 265 de Publicação, Ed. da UFG, 59 pp. ISBN 8585003316, ISBN 788585003319
- -------------------------------------------------. 1978. Bibliografia de botanica 3, taxonomia de angiospermae Dicotyledonase. Rodriguesia 29 (44 ) Anexo; 92 pp.